# Saint-Pierre-la-Noaille
Saint-Pierre-la-Noaille is een gemeente in het Franse departement Loire (regio Auvergne-Rhône-Alpes) en telt 323 inwoners (1999). De plaats maakt deel uit van het arrondissement Roanne.

## Geografie
De oppervlakte van Saint-Pierre-la-Noaille bedraagt 7,3 km², de bevolkingsdichtheid is 44,2 inwoners per km².
De onderstaande kaart toont de ligging van Saint-Pierre-la-Noaille met de belangrijkste infrastructuur en aangrenzende gemeenten.

## Demografie
Onderstaande figuur toont het verloop van het inwonertal (bron: INSEE-tellingen).